# Nazionale femminile di roller derby della Nuova Zelanda
La nazionale di roller derby della Nuova Zelanda è la selezione maggiore femminile di roller derby, il cui nickname è Team New Zealand, che rappresenta la Nuova Zelanda nelle varie competizioni ufficiali o amichevoli riservate a squadre nazionali. Si è classificata sesta nel campionato mondiale di roller derby 2014 di Dallas.

## Risultati
Legenda: Grassetto: Risultato migliore, Corsivo: Mancate partecipazioni

## Dettaglio stagioni

### Tornei

#### Mondiali
| Stagione | regular season | regular season | regular season | regular season | regular season | regular season | playoff | playoff | playoff | playoff | playoff | playoff   | playoff    |
|          | Vin            | Par            | Per            | Tot            | PF             | PS             | Vin     | Per     | Tot     | PF      | PS      | risultato | avversaria |
| -------- | -------------- | -------------- | -------------- | -------------- | -------------- | -------------- | ------- | ------- | ------- | ------- | ------- | --------- | ---------- |
| 2011     | 1              | 0              | 1              | 2              | 132            | 488            | 1       | 3       | 4       | 346     | 871     | Ottava    | Francia    |
| 2014     | 3              | 0              | 0              | 3              | 783            | 130            | 1       | 1       | 2       | 512     | 375     | Sesta     | Australia  |
|          |                |                |                |                |                |                |         |         |         |         |         |           |            |
| Totale   | 4              | 0              | 1              | 5              | 915            | 618            | 2       | 4       | 6       | 858     | 1246    |           |            |

### Riepilogo bout disputati
| Anno | Luogo   | Evento   | Fase del torneo          | Incontro                    | Risultato |
| 2011 | Toronto | Mondiale | Fase a gironi            | Nuova Zelanda - Stati Uniti | 8 - 377   |
| 2011 | Toronto | Mondiale | Fase a gironi            | Nuova Zelanda - Scozia      | 124 - 111 |
| 2011 | Toronto | Mondiale | Primo turno playoff      | Germania - Nuova Zelanda    | 127 - 143 |
| 2011 | Toronto | Mondiale | Quarti di finale         | Stati Uniti - Nuova Zelanda | 470 - 8   |
| 2011 | Toronto | Mondiale | Terzo turno consolazione | Svezia - Nuova Zelanda      | 94 - 66   |
| 2011 | Toronto | Mondiale | Finale 7º - 8º posto     | Nuova Zelanda - Francia     | 129 - 180 |
| 2014 | Dallas  | Mondiale | Fase a gironi            | Nuova Zelanda - Norvegia    | 218 - 59  |
| 2014 | Dallas  | Mondiale | Fase a gironi            | Nuova Zelanda - Sudafrica   | 315 - 11  |
| 2014 | Dallas  | Mondiale | Fase a gironi            | Nuova Zelanda - Galles      | 250 - 60  |
| 2014 | Dallas  | Mondiale | Ottavi di finale         | Nuova Zelanda - Paesi Bassi | 356 - 91  |
| 2014 | Dallas  | Mondiale | Quarti di finale         | Australia - Nuova Zelanda   | 284 - 56  |

## Confronti con le altre Nazionali
Questi sono i saldi della Nuova Zelanda nei confronti delle Nazionali incontrate.

### Saldo positivo
| Nazionale   | Giocate | Vinte | Pareggiate | Perse | PF  | PS  | Ultima vittoria | Ultimo pari | Ultima sconfitta |
| ----------- | ------- | ----- | ---------- | ----- | --- | --- | --------------- | ----------- | ---------------- |
| Sudafrica   | 1       | 1     | 0          | 0     | 315 | 11  | 2014            | -           | -                |
| Paesi Bassi | 1       | 1     | 0          | 0     | 356 | 91  | 2014            | -           | -                |
| Galles      | 1       | 1     | 0          | 0     | 250 | 60  | 2014            | -           | -                |
| Norvegia    | 1       | 1     | 0          | 0     | 218 | 59  | 2014            | -           | -                |
| Scozia      | 1       | 1     | 0          | 0     | 124 | 111 | 2011            | -           | -                |
| Germania    | 1       | 1     | 0          | 0     | 143 | 127 | 2011            | -           | -                |

### Saldo negativo
| Nazionale   | Giocate | Vinte | Pareggiate | Perse | PF  | PS  | Ultima vittoria | Ultimo pari | Ultima sconfitta |
| ----------- | ------- | ----- | ---------- | ----- | --- | --- | --------------- | ----------- | ---------------- |
| Stati Uniti | 2       | 0     | 0          | 2     | 16  | 847 | -               | -           | 2011             |
| Australia   | 1       | 0     | 0          | 1     | 56  | 284 | -               | -           | 2014             |
| Francia     | 1       | 0     | 0          | 1     | 129 | 180 | -               | -           | 2011             |
| Svezia      | 1       | 0     | 0          | 1     | 66  | 94  | -               | -           | 2011             |